# بين ويبستر
بين ويبستر (بالإنجليزية: Ben Webster)‏ هو عازف جاز وملحن أمريكي، ولد في 27 مارس 1909 في كانساس سيتي في الولايات المتحدة، وتوفي في 20 سبتمبر 1973 في أمستردام في هولندا.

## وصلات خارجية
- بين ويبستر على موقع IMDb (الإنجليزية)
- بين ويبستر على موقع الموسوعة البريطانية (الإنجليزية)
- بين ويبستر على موقع ميوزك برينز (الإنجليزية)
- بين ويبستر على موقع أول ميوزيك (الإنجليزية)
- بين ويبستر على موقع ديسكوغز (الإنجليزية)